# Umberto Calcagno
Umberto Calcagno (Chiavari, 6 settembre 1970) è un ex calciatore italiano, di ruolo centrocampista. Dal novembre 2020 è presidente dell'Associazione Italiana Calciatori (AIC) e dal marzo 2021 è vicepresidente della FIGC.

## Carriera
Cresciuto nelle giovanili della Sampdoria, fa una breve esperienza in prestito nel Trani. Ha giocato nella Sampdoria l'anno dell'unico scudetto blucerchiato, collezionando 2 presenze in campionato e 4 in Coppa Italia. In quella stagione debutta da titolare nella gara che la Sampdoria perde a Lecce il 13 gennaio 1991 (unica sconfitta esterna in campionato).
Ha giocato poi in serie C1 nel Baracca Lugo e di nuovo nel Trani per altre due stagioni in serie C2. Nel 1994/95 gioca in C1 nel Barletta, mettendo a segno 4 gol in 27 presenze. A fine stagione il Barletta viene cancellato dai professionisti e quindi si svincola. Disputa un campionato in C2 con la maglia di Castrovillari, con cui mette a segno 10 reti in 32 partite. Viene quindi ingaggiato dal Giulianova con cui disputa due campionati di serie C1. Nel 1999 scende in C2 trasferendosi al Rimini dove realizza 15 reti in 32 presenze. Poi milita ancora in C1 con Benevento e Avellino. Nel 2001/02 conquista una promozione in C1 con il Martina, mentre dal 2002 al 2004 disputa due campionati di C2 con il Gualdo. Nel 2004/05 gioca nella Paganese tra i dilettanti con cui colleziona 12 presenze e 3 reti.
Laureato in giurisprudenza, intraprende l'attività di avvocato nel 2002, occupandosi di diritto del lavoro e diritto sportivo, con particolare attenzione al diritto sindacale calcistico.
Dopo esserne stato il vicepresidente vicario, il 29 giugno 2020 viene nominato presidente dell'AIC ad interim in seguito alle dimissioni di Damiano Tommasi.
Il 30 novembre 2020, a seguito dell'assemblea dell'AIC tenutasi a Milano, viene eletto presidente del sindacato dei calciatori.
Il 5 marzo 2021, con la riconferma di Gabriele Gravina, viene eletto vicepresidente della FIGC nonché consigliere federale.

## Palmarès
- Campionato italiano: 1

Sampdoria: 1990-1991
- Campionato italiano Serie C2: 1

Martina: 2001-2002 (girone C)